# شعب سيمينول في أوكلاهوما
شعب سيمينول في أوكلاهوما قبيلة أمريكية أصلية معترف بها فيدراليا ومقرها في ولاية أوكلاهوما الأمريكية. وهي أكبر حكومات السيمينول الثلاثة المعترف بها فيدراليا، والتي تشمل قبيلة سيمينول في فلوريدا وقبيلة ميكوسوكي للهنود في فلوريدا. أعضاء هذه القبيلة هم من أحفاد السيمينول الثلاثة آلاف الذين نُقلوا قسراً من فلوريدا إلى الإقليم الهندي إلى جانب 800 من السيمينول السود بعد حرب سيمينول الثانية. يقطن شعب سيمينول أوكلاهوما في مدينة ويوكا داخل مقاطعة سيمينول أوكلاهوما. من بين 18800 من أعضاء القبائل المسجلين، يعيش 13.533 في ولاية أوكلاهوما. بدأت القبيلة في إحياء حكومتها في عام 1936 بموجب قانون إعادة التنظيم الهندي. على الرغم من أن حجزها كان أكبر في الأصل، فإن منطقة الولاية القبلية تغطي اليوم مقاطعة سيمينول-أوكلاهوما، والتي تضم مجموعة متنوعة من الأملاك.
حاربت بضع مئات من السيمينول الباقين في فلوريدا ضد القوات الأمريكية في حرب سيمينول الثالثة وصُنع السلام دون هزيمة. شكل اليوم أحفاد هؤلاء الناس قبائل سيمينول معترف بها فيدراليا. وقد مُنحت القبائل الثلاث والأفراد التقليديين غير المنظمين لقبيلة في فلوريدا تعويضات عن الأراضي التي سلبت متهم الحكومة الأمريكية بلغت قيمتها الإجمالية 16 مليون دولار في عام 1976 عن ما يقارب من 24 مليون فدان من الأراضي التي استولت عليها حكومة الولايات المتحدة في فلوريدا في عام 1823.

## التاريخ

### في فلوريدا
تاريخ أمة سيمينول أوكلاهوما مستمد من التكوين الإثني للقبيلة في ولاية فلوريدا، حيث كانت السيمينول مؤلفة من الشعوب الأمريكية الأصلية التي هاجرت إلى فلوريدا بعد أن هلكت معظم القبائل الأصلية أو هجرت من ديارها.
أسس المستكشف الإسباني بيدرو مينينديث دي أفيليس مدينة سانت أوغسطين في عام 1565، وهي أول مستوطنة دائمة للأوربيين في فلوريدا بعد 60 عامًا على الأقل من الزيارات الإسبانية المتقطعة، واكتشف ثقافات أصلية معقدة وكان شعبها يعيش على الصيد وصيد الأسماك والزراعة وتربية الماشية. وكانت هذه القبائل تنحدر من ثلاث مجموعات لغوية أساسية مختلفة: لغة تيموكوا، لغة كالوسا ولغة مسكوكية، استوطنوا فلوريدا وعاشوا في قرى صغيرة ومنظمة تنظيما جيداً.
على الرغم من أن استخدام مصطلح سيمينول شائع في العصر الحالي، إلا أن هذا الاسم نشأ بسبب تسمية أوروبية خاطئة، والتي صنفت مجموعة متنوعة من القبائل المستقلة تحت اسم سيمينول. تعرف الإسبان أولاً على متحدثي «اللغة الأساسية» لغة مسكوكية، وأطلقوا عليهم «سيمارونيس»، أو «الشعب الحر» (سيمينول)، تم ترجمة هذا المصطلح من خلال عدة لغات إلى اللغة الإنجليزية، ليتم تطبيقه على جميع سكان فلوريدا في القرن الثامن عشر، وجيرانهم الذين فروا لاحقاً للانضمام إليهم تحت ضغط التعدي الأوروبي على أراضيهم. استوعبت سيمينول فلول قبائل فلوريدا الأخرى في مقراتهم. كانت هيتشيتي هي قبيلة السيمينول الأصلية التي ضمت فيما بعد قبائل «هيستي ويوفاولا وميكوسوكي وهويرواهل وتالاهاسيو وتشياها وأبالاتشيكولا».
كان لكونفدرالية شعب مسكوكي حضور قوي وطويل الأمد في الجنوب الشرقي. حيث أقام العبيد الهاربون وأولئك الذين أطلق سراحهم تحت الحكم الأسباني مجتمعات المارون المجاورة وكانوا حلفاء مقربين من الهنود. كان هناك بعض التزاوج ولكن في الغالب احتفظ الشعبان بثقافات مستقلة، وفقاً للدراسات التي أجريت في أواخر القرن العشرين. كان السود مسلحين وأصبحوا حلفاء السكان الأصليين في النزاعات العسكرية. أصبح الأفريقيون الأمريكيون يُعرفون باسم «السيمينول السود» أو «المارونز سيمينول». تمت ترجمة مصطلح سيمارونيز باللغة الإسبانية في البداية من قبل قبائل المسكوكيين بـ (سيمفلون semvlonē). تحوّل سيمفلون في النهاية إلى سيمفنول (لا يزال المتحدثون من السكان الأصليين يلفظون الاسم "sem-uh-no-lee" أو «سيم-أوه-نو-لي».
قادت الولايات المتحدة حرب السيمينول الأولى ابتداءً من عام 1818، للحد من غارات السيمينول على مستوطنات البيض في جورجيا ولتفريق جماعات السود المسلحة. في عام 1821 استحوذت الولايات المتحدة على فلوريدا من إسبانيا، وضغط المستوطنون البيض الباحثين عن أرض خصبة إضافية على الحكومة لتهجير السيمينول. في عام 1823 أجبرت الولايات المتحدة معظم السيمينول من المناطق الشمالية من الإقليم على حجزهم في وسط فلوريدا بموجب معاهدة مولتري كريك. واصل السيمينول مغادرة الأراضي التي تم حجزهم بها وبدأت الحرب الثانية وكانت حرب باهضة بالنسبة للولايات المتحدة شارك بها العديد من القوات.
بعد حرب السيمينول الثانية في ثلاثينيات القرن التاسع عشر، نُقل ما يقدر بثلاثة آلاف من السيمينول و 800 من السيمينول السود إلى الإقليم الهندي حيث نقل الكثير منهم عبر خليج المكسيك ومن أعلى وادي الميسيسيبي كجزء من الرحلة. تم وضعهم أولاً في مقرات حجز المسكوكيين. كانت ثلاثينيات القرن التاسع عشر فترة استئصال آخر لـ«القبائل الخمس المتحضرة» في الجنوب الشرقي الأمريكي.
بقي بضع مئات من السيمينول في ولاية فلوريدا بمدينة ايفرجلادز. قاوموا القوات الأمريكية عن طريق حرب العصابات خلال حرب السيمينول الثالثة والأخيرة التي شهدت انسحاب الولايات المتحدة. واليوم أحفاد تلك القبيلة المعترف بها فيدرالياً قبيلة السيمينول وقبيلة ميكوسوكي للهنود في فلوريدا.

### في الإقليم الهندي

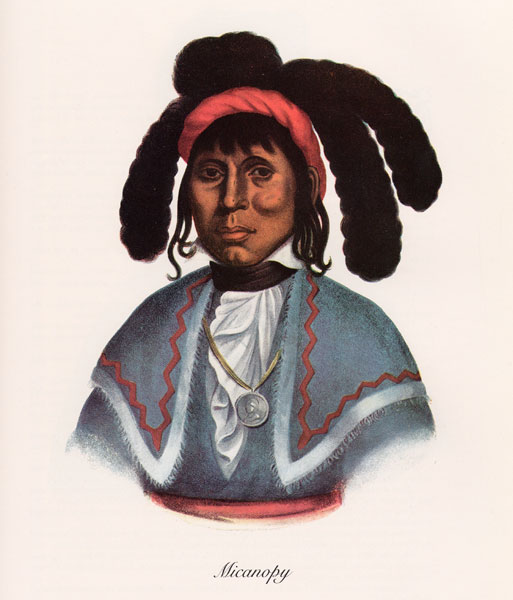
ميكانوبي زعيم قبيلة السيمينول التاريخي (1700-1849

بعد الإستئصال، تطور السيمينول في أوكلاهوما وفلوريدا بشكل مستقل ولم يكن بين كلٍ منهما اتصال يذكر لمدة 100 عام تقريباً.
قاد ميكانوبي الذي كان الزعيم الأكبر منذ عام 1825، كفاح السيمينول للحصول على كيان مستقل، حيث تم وضعهم أولاً في الأراضي التابعة لقبيلة مسكوكي الهندية. توفي في عام 1849 بعد أن وعدتهم الولايات المتحدة بأراضي منفصلة عام 1855. خلفه أبناء شقيقته، جون جامبر (1849-1853) وجيم جامبر (1853-1866)، كزعيمين قبل أن تبدأ حكومة الولايات المتحدة في التدخل في تنصيب زعامة القبائل.

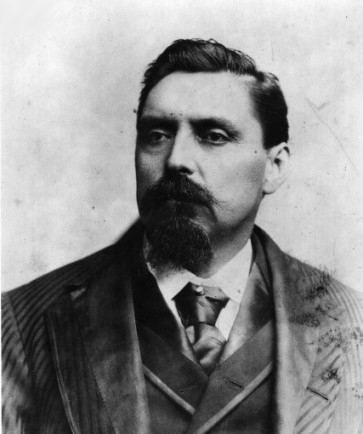
جون براون آخر رئيس لقبيلة السيمينول في أوكلاهوما (1885-1901 ، 1905-1906)

حافظ السيمينول على الاستقلال السياسي عن المسكوكيين، لكن أصبح الشعبان أكثر قرباً خلال القرنين التاسع عشر وأوائل القرن العشرين، حيث كانا يتشاركان في تقاليد ثقافية قوية وبدؤا بالتزاوج فيما بينهم. يشمل كيان السيمينول في الأصل ما يعرف حالياً باسم مقاطعة سيمينول، وهي مقاطعة تبعد حوالي 15 ميلًا بين النهر الكندي والنهر الكندي الشمالي ، أي ما مجموعه 360,000 فدان (1500 كم 2). حثت الولايات المتحدة الهنود على تبني زراعة الكفاف في مقاطعاتهم، ولكن أقل من نصف الأراضي كانت صالحة للزراعة، وثلثها لم يكن مفيداً في تربية الماشية أو الزراعة.
طور السيمينول السود مدناً جديدة بالقرب من السيمينول كما حدث في حدود فلوريدا. وقادوا نضالاً لحماية شعبهم ضد المغيرين من تجار الرقيق القادمين من خارج تجمعاتهم وتمتعوا بعلاقات جيدة مع السيمينول.
بعد الحرب الأهلية الأمريكية، التي تحالفت فيها العديد من قبائل السيمينول مع قوات الولايات الكونفدرالية بما فيهم زعيمهم «جون فريبو براون» آخر الزعماء التقليديين لأمة سيمينول، لكن بعد انتهاء الحرب بهزيمة الكونفيدراليين اضطروا القيام التنازل عن بعض الأراضي التابعة لهم بموجب معاهدة جديدة مع الحكومة الأمريكية. وشملت هذه المعاهدة تخصيص جزء من اراضيهم للسيمينول السود الأحرار بعد تحرير العبيد في الأقليم الهندي عام 1866. منحت هذه المعاهدة السيمينول السود الذين اختاروا البقاء في الأقليم الهندي الحصول على المواطنة الكاملة في القبيلة.
كما كان الحال في فلوريدا، فإن السيمينول رفضوا بشدة الزواج مع البيض أو تبني الطرق الأوروبية الأمريكية. في عام 1900 كانت سلالتهم لا تزال نقية. كان لديهم تزاوج بسيط مع السيمينول السود، الذين تم الاعتراف بهم على أنهم يتمتعون بثقافة مميزة خاصة بهم. نظرًا لأن هنود السيمينول كان لديهم نظام القرابة الأمومية، فقد اعتقدوا أن الأطفال ينتمون إلى أمهم. حيث ينتمي أطفال العرق المختلط إلى شعب الأم أيهما كان عرق الأب أو أصله.
بعد اتفاقية السيمينول لعام 1909، تم تخصيص أراضي فردية لأسر السيمينول المسجلة في داوز رولز، في خطة اتحادية لتشجيع زراعة الكفاف. أرادت العديد من المصالح إطفاء الأراضي القبلية المجتمعية للحصول على قبول في أوكلاهوما (بما في ذلك الأراضي الهندية) كدولة. في عام 1900 بلغ عدد السيمينول فريدين حوالي 1000، أي ما يقرب من ثلث مجموع قبيلة سيمينول في أوكلاهوما. أسست لجنة داوز قائمة تسجيل منفصلة للهنود السيمينول والمحررين. أصبحوا مواطنين في الولايات المتحدة في ولاية منفصلة عنصرياً.
عانى السمينول المحررين من قيود وتمييز قانوني إضافي الولاية. مما أدى إلى مغادرة البعض منهم إلى كندا أو الولايات الأخرى. فصل تلك المجموعة الكبيرة من القبيلة أدى إلى ضياعهم بين المجتمعات. وسرعان ما فقد المحررين أراضيهم من خلال المحتالين وعديمي الضمير، حيث لم تخضع مبيعاتهم لإشراف المكتب الهندي. فقد السيمينول أراضيهم أيضًا، وكانت أحيانًا من خلال تصرفات المشرفين الذين كان من المفترض أن يساعدوهم.

## في الوقت الحاضر
شعب السيمينول في أوكلاهوما يقطن اليوم في مقاطعة سيمينول (أوكلاهوما). وهذه المقاطعة بأكملها هي جزء من نطاق سلطة السيمينول الأصلية، وتغطي حوالي 633 ميل مربع. المقاطعة عبارة عن رقعة من الممتلكات التي تديرها القبيلة والتخصيصات الهندية والأراضي الهندية المقيدة بإسمها والمجتمعات الهندية التابعة لها. ويشكل الأمريكيون الأصليون حوالي 22٪ من سكان مقاطعة سيمينول.
يبلغ عدد سكان مقاطعة سيمينول 5,315 مواطنًا قبليًا، وفقًا لمكتب التسجيل في قبيلة سيمينول. يبلغ إجمالي عدد المواطنين المسجلين لشعب اوكلاهوما حوالي 17000 عضو. وفقًا لبيانات تعداد الولايات المتحدة لعام 2000 الخاصة بمقاطعة سيمينول، يبلغ عدد السكان الأصليين الذين تم تحديدهم ذاتياً (عرق واحد فقط) حوالي 3232 نسمة، والسكان الأصليين الأمريكيين (عرق واحد أو مزيج مع عرق آخر) يبلغ عددهم 4848 نسمة.

## الحكومة

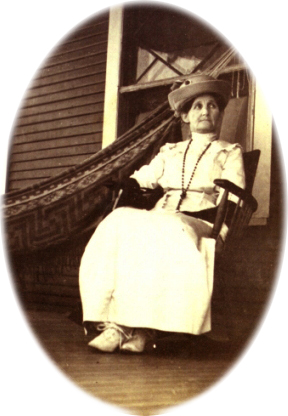
أليس براون دافيس (1852–1935) أول امرأة تتزعم رئاسة شعب سيمينول أوكلاهوما

أوقف قانون كورتيس عام 1898 اعتراف الحكومة الفيدرالية الأمريكية بحكومة القبيلة، خلال فترة تخصيص الأراضي في أواخر القرن التاسع عشر وأوائل القرن العشرين. مع قانون الجنسية الهندية لعام 1924 أصبح السيمينول مواطناً أمريكياً وتلقى بعض الخدمات من مكتب الشؤون الهندية. بعد أن كانوا يتمتعون بتحالف فريد من نوعه أصبح السيمينول (اصحاب الدم النقي) والسيمينول السود جزءًا من ولاية أوكلاهوما المنفصلة، مما أثر سلبًا على علاقاتهما.روبموجب قانون إعادة التنظيم الهندي لعام 1934، أعادت السيمينول تنظيم حكومتهم. في ذلك الوقت عارض بعض الذين عارضوا إطلاق سراح السود المحررين أيضًا مشاركتهم في الحكومة. عندما طورت مقاطعة السيمينول دستورها، أراد بعض الأعضاء استبعاد السيمينول السود من القبيلة، لكن دستور الخمسينيات يعترف بأن السيمينول السود المحررين كمواطنين في القبيلة.
صوت شعب السيمينول على دستوره في 8 مارس 1969، والذي أعاد هيكلة حكومتهم على أسس أكثر تقليدية. تتألف الأمة منذ القرن التاسع عشر من 14 «إيتالوا»: وهي فرق أو روابط تعتمد على نسب الأم، بما في ذلك فرقتان للسيمينول السود، يمثل كل منها عدة مدن. هذا الهيكل الاجتماعي هو أيضا أساس حياة السيمينول السياسية والدينية. وكل فرقة لديها رئيس ومساعد منتخبان وتجتمع شهرياً.
كل فرقة محكومة بواسطة مجموعة من اللوائح التي تنظمها الفرقة نفسها. تمت الموافقة على هذا الهيكل من قبل مكتب الشؤون الهندية في 15 أبريل 1969.
مجلس السيمينول العام يكون برئاسة الرئيس العام ومساعد رئيس يخدم في الهيئة الحاكمة المنتخبة. ويتم انتخاب الرئيس والمساعد العام كل أربع سنوات.
في 1 يوليو من عام 2000، أجرى شعب السيمينول استفتاء على تعديل دستوري ينص على قواعد عضوية جديدة.
يقع المقر القبلي في مدينة ويوكا مقر مقاطعة سيمينول بولاية أوكلاهوما. يجتمع المجلس العام في جنوب مقاطعة سيمينول. تقوم الأمة بتطوير دستور قبلي جديد يلغي دور مكتب الشؤون الهندية (BIA) في عمليات الحكومة القبلية.
تشمل الإدارات الحكومية القبلية الشؤون الإدارية والتنفيذية والشؤون المالية والخزانة والعنف المنزلي ورعاية الطفل الهندي والخدمات الأسرية والاجتماعية والتسجيل والألعاب والإسكان والتعليم واللغة والاتصالات وخدمات كبار السن والبيئة وتنفيذ القانون والجامعات والشباب ورعاية الطفل والطرق. يتم تمويل الدوائر القبلية إما من خلال الإيرادات القبلية أو التمويل الفيدرالي / الحكومي.

## اللغة
تاريخياً، تحدث السيمينول لغتين مسكوجيتين غير مفهومة، لغة ميكاسوكي ولغة كريك. كانت كريك هي اللغة السائدة في السياسة والمجتمع، لذلك تعلم متحدثو ميكاسوكي أيضًا كريك. حتى عام 2002 كان لا يزال حوالي ربع القبيلة يتحدثون لغة كريك، ومعظمهم يتحدث اللغة الإنجليزية؛ أما الباقي فيتحدثون اللغة الإنجليزية فقط. انقرضت لغة ميكاسوكي في أوكلاهوما وظل التحدث مقصوراً بها بين أغلبية قبيلة ميكوسوكي والسيمينول في فلوريدا).
اللغة الإنجليزية هي اللغة الأساسية لمعظم شعب السيمينول في أوكلاهوما. تقوم القبيلة بتأسيس برنامجاً لإعادة إحياء اللغة التقليدية.

## الموقع
تدير القبيلة اليوم 372 فدانًا (1.51 كيلومتر مربع) من الأراضي التي أفردتها الحكومة الفيدرالية لهم. لديهم ما يقرب من 53 فدانا (0.21 km2) من الأراضي رسوم بسيطة. تم تخصيص 35443 فدانًا إضافياً (143.43 كيلومتر مربع) لاستكمال قاعدة الأراضي القبلية. تشمل منطقة، حيث تقدم الخدمات لأعضائها، معظم مقاطعة سيمينول في جنوب وسط أوكلاهوما، على بعد حوالي 45 ميلًا شرق أوكلاهوما سيتي.
يقع «مجمع قبيلة شعب السيمينول» في مدينة ويوكا على بعد حوالي 30 ميل جنوب شرق مدينة شوني. ومدينة ويوكا هو موقع العديد من البرامج والخدمات لشعب السيمينول.
تقع بعثة ميكوسوكي (التي تضم مكاتب قبلية ومناطق ترفيهية ومناطق صناعية وتجارية ومنطقة ثقافية) على بعد ميلين جنوبًا و 2 ميل غرب مدينة سيمينول.
بحلول عام 1961، قدم سيمينول أوكلاهوما وفلوريدا مطالبات مستقلة إلى لجنة المطالبات الهندية للحصول على تعويض عن الأراضي التي تم الاستيلاء عليها في فلوريدا في عام 1823.

## التنمية الاقتصادية والبرامج
تدير حكومة شعب السيمينول ثلاثة كازينوهات للألعاب، وثلاثة متاجر للدخان القبلي، وثلاث محطات للبنزين، ومحطة للشاحنات، التي تورد إيرادات من أجل الرفاه والتعليم والسكن والتنمية الاقتصادية. وهي تدير هيئة الإسكان الخاصة بها، وبرنامج تعاطي الكحول والمخدرات، ولجنة تنظيم الشركات والشركات، والعديد من الخدمات العائلية، وبرنامج توزيع الأغذية، وبرنامج حماية البيئة، وبرامج الخدمة الاجتماعية. وتصدر علامات المركبات المرورية الخاصة بهم.

## السياحة والترفيه
يقيم شعب السيمينول احتفاله السنوي الذي يطلقون علي (يوم شعب السيمينول Seminole Nation Days) في عطلة نهاية الأسبوع الثالثة في شهر سبتمبر في منطقة «ميكوسوكي ميشن كراند» للاحتفال بالتراث والثقافة القبلية. ويكون الحدث مجانياً ومفتوحاً للجمهور يوفر فيه حفلات موسيقية مجانية وكرنفالات وفعاليات ثقافية وفنية حتى مساء السبت. تشمل الفعاليات الأخرى مسابقة فنية وأدبية ومسابقة ملكة الجمال والفعاليات الثقافية والاستعراضات والمسابقات الرياضية. كما يوجد في الموقع أيضًا بائعو الطعام والفنون والحرف اليدوية.و يتم تقديم العشاء التقليدي المجاني. ويقدر الحضور بـ10000 شخص سنوياً.
يوجد في ميكوسوكي كراند مرافق تخييم متاحة على مدار السنة مقابل رسوم رمزية. كما يوجد فيه ساحة لعب الكرة اللينة وصالة للألعاب الرياضية، حيث يعقد أعضاء القبائل أحداثًا رياضية وثقافية على مدار السنة.
تقام الرقصات التقليدية طوال أشهر الربيع والصيف لأسباب احتفالية. ويجب على الحضور المدعوين الالتزام بالمبادئ التوجيهية الثقافية الصارمة والامتناع عن التقاط أي صور فوتوغرافية ومقاطع فيديو وتسجيلات صوتية
يقع متحف السيمينول في مدينة ويوكا، ويتميز بعرض ثقافة وتاريخ السيمينول. ويوجد معرض ومتجر الحرف التقليدية مجاوران بما في ذلك المنسوجات المرقعة التقليدية للسيدات.

## طقوس دينية
بالنسبة لأشخاص السيمينول الذين لايزالون ممارسة الطقوس الدينية التقليدية، تدور الحياة حول دورة من الأنشطة الطقسية تقوم على الرقص . في العصر الحديث هذه مراكز دينية تقام فيها رقصات احتفالية وحفلات العشاء وألعاب الكرة، ولا سيما خلال عطلات نهاية الأسبوع طوال أشهر الربيع والصيف وأوائل الخريف.
في الأصل كانت فرق القبيلة في مسكوكي تنظم مجموعة من الاشخاص يقومون بحلقات رقص على شكل دائري. لا تزال القبيلة توجه بالتعاليم الاحتفالية في أولئك الذين يشاركون في هذه التقاليد في العصر الحديث. ارتبطت الطقوس بالمواسم الكبرى ودورات السنة - المتعلقة بالزراعة والحصاد، وتجديد الخصوبة.
تتكون «الدورة الاحتفالية» من أربع أو خمس رقصات طوال «موسم الرقص» ومن أهم الأحتفالات هو ماي يعرف بالـ (الذرة الخضراء)، خلال الاحتفالات يلتزم الأعضاء المشاركون بالرقص والصيام وتناول الأدوية والعمل وغيرها من الأنشطة والطقوس. ويستخدم الدواء العشبي المنقي لـ«خدش» أجساد المشاركين. ويكون بشكل عام على الذراعين والساقين، ولكن لا تقتصر على هذه المناطق، حيث يتم «الخدش» للتخفيف من الأمراض الروحية والطبية من خلال تقوية الفرد. يمكن تشبيه الذرة الخضراء بعيد الشكر المعمول به في المجتمعات الأوروبية والأمريكية أو عيد رأس السنة الميلادية وعيد الفصح.
خلال كرنفال الذرة الخضراء يجب التوفيق بين العلاقات المتوترة بين القبيلة ومن المتوقع أن يغفر الأعضاء الأخطاء التي حدثت خلال العام. تشير الأغاني الليلية إلى اعتراف الأسلاف القبليين والكيانات الروحية والأحداث التاريخية والشكر والتمنيات الطيبة أو الصلوات للسنة القادمة. ويعتبر يوم الأحد الانتهاء من حفل الذرة الخضراء وبداية العام الجديد للأعضاء الأرضيين.

## قانون العشيرة

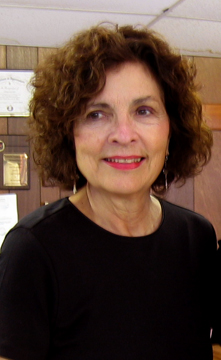
ماري جو واتسون ، عضو قبلي مسجل ، مؤرخة فنية ومديرة سابقة لمدرسة OU للفنون

العشائر هي جزء أساسي من مجتمع السيمينول على أساس أنماط القرابة. تاريخيا، تم تحديد العشائر مع بعض الحيوانات والكائنات الروحية لمساعدتهم. وعند القيام بذلك يتعهد الأفراد بالاحتفاظ بالالتزامات المرتبطة بكيانهم الخاص والبقاء في الارتباط انطلاقاً من تلك النقطة وللأمام.
بمرور الوقت، أصبحت مجموعات من الأشخاص المتصلين بالنسب مرتبطة بأرواح حيوانية معينة. وكان عليهم واجبات كعشيرة مرتبطة بمكانة شخصية الروح هذه في دينهم القبلي الشامل. ترتبط قصص الإبداع المختلفة بالتسلسل الهرمي والرمزي للعشائر المختلفة، وتمثل كل عشيرة الصفات والمسؤوليات الأساسية. وتتعلق هذه الوظائف بوظائف محددة أو منصب شغل في الأرض الاحتفالية القبلية، وكذلك في البلدات والمنزل. كل عشيرة لديها موهبة خاصة، وكذلك توازن نقاط الضعف لمختلف جوانب العالم الروحي. تواصل غالبية سكان سيمينول في القرن الحادي والعشرين التعارف مع عشائرهم.
يحظى قانون العشيرة والقرابة بتقدير كبير عند شعب السيمينول، وهي جزء لا يتجزأ من عالمهم الروحي والاحتفالي. ويحكم قانون العشيرة تقليديا كل جانب من جوانب الحياة القبلية، من الروحية إلى الحكومية إلى الاجتماعية بما في ذلك قواعد الزواج.
نظام القرابة يسمى ماترلينيال. يتم تمرير النسب والميراث من خلال خطوط الأم. ويولد الأطفال في عشيرة أمهم ويأخذون وضعهم الاجتماعي من تلك المجموعة. في هذا النظام، يجب على البالغين الزواج من شخص خارج عشائر والديهم. هذه القاعدة منعت الأقارب من الزواج. تمشيا مع المثال السابق، فإذا تزوجت امرأة من نفس عشيرتها فسيكون الأمر كما لو أن امرأة متزوجة في العادات الأمريكية الأوروبية شقيقها.
تاريخيا، تم ترتيب العديد من الزيجات وفقا لقوة العشيرة، أو الحاجة لتجديد حياة العشيرة المتدهورة. كأن يكون من أجل توفير رؤساء وراثيين للبلدة، وسيكون الذكور المولودين لأمهات من تلك القبيلة واباء من قبيلة أخرى في الخط الوراثي للزعماء.

## ممارسات الدفن والحداد
يحترم السيمينول الناس في أوقات الخسارة. ففي حالة وفاة أحد أفراد أسرته تكون فترة ممارسات الحداد الرسمية لمدة أربعة أيام. خلال هذه المدة،
تقوم عائلة المتوفى بتفيذ الخطوات النهائية للجنازة. السيمينول في الوقت الحاضر إذا توفي أحد أفراد أسرته يقوم بدفنه في غضون أربعة أيام بعد الموت. يشمل وقت الحداد العديد من العادات والتقاليد العائلية، والتي يتم تنفيذها بمساعدة العائلة والأصدقاء المقربين، الذين يقدمون الدعم للمشيعين من خلال الأنشطة والطقوس. وتشمل الكثير من العادات الصيام والمشاركة في الوقفات الليلية والطهي والتنظيف وغيرها من الأنشطة.
يتم دفن جثة المتوفى عادة وتكون قدميه نحو الشرق. قبل ترحيل السيمينول من اراضيهم في فلوريدا، كانوا يقومون بدفن موتاهم تحت أرضية مسكن العائلة. في العصر الحديث في أوكلاهوما، غالبًا ما يتم دفن المتوفى في المقابر العائلية، حيث يتم بناء منزل صغير على قمة القبر. يشار أحيانًا إلى هذا المنزل باسم (بيت الروح). في المنزل تضع الأسرة والمشيعون أشياء ذات معنى للمتوفى، جنبًا إلى جنب مع الطعام الذي يوضع جانباً من الوجبة التقليدية المعدة بعد مراسم الجنازة.

## وصلات خارجية
- شعب السيمينول في أوكلاهوما, االموقع الرسمي
- أمة سيمينول في أوكلاهوما
- الاحتفال السنوي بأيام أمة السيمينول
- أمة السيمينول، الأقليم الهندي, تاريخ القبيلة